# Irakli Tsirekidze
Irakli Tsirekidze (n. 3 mai 1982, Georgia) este un judocan ce a reprezentat Georgia, medaliat olimpic. A participat la o ediție a Jocurilor Olimpice (2008) în care a câștigat o medalie de aur.

## Participări
Lista de mai jos prezintă principalele competiții la care a participat Irakli Tsirekidze de-a lungul carierei.
- judo at the 2008 Summer Olympics – men's 90 kg[*]